# Ciemno, prawie noc (film)
Ciemno, prawie noc – polski film kryminalny z 2019 roku w reżyserii Borysa Lankosza, zrealizowany na podstawie powieści Ciemno, prawie noc (2012) Joanny Bator. 
Zdjęcia do filmu kręcone były m.in. w: pałacu w Bożkowie, Świebodzicach, Wałbrzychu, zamku Książ.

## Fabuła
Reporterka Alicja Tabor po latach wraca do rodzinnego Wałbrzycha, aby napisać reportaż o porywanych dzieciach, a także by zmierzyć się z własną mroczną historią rodzinną. 

## Obsada
- Magdalena Cielecka jako Alicja Tabor
- Marcin Dorociński jako Marcin Schwartz
- Agata Buzek jako Anna Lipiec
- Aleksandra Konieczna jako Babcyjka
- Dawid Ogrodnik jako Mareczek
- Jerzy Trela jako Albert
- Dorota Kolak jako Maria Waszkiewicz
- Piotr Fronczewski jako Marian Waszkiewicz
- Roma Gąsiorowska jako Mizera